# Helvetii

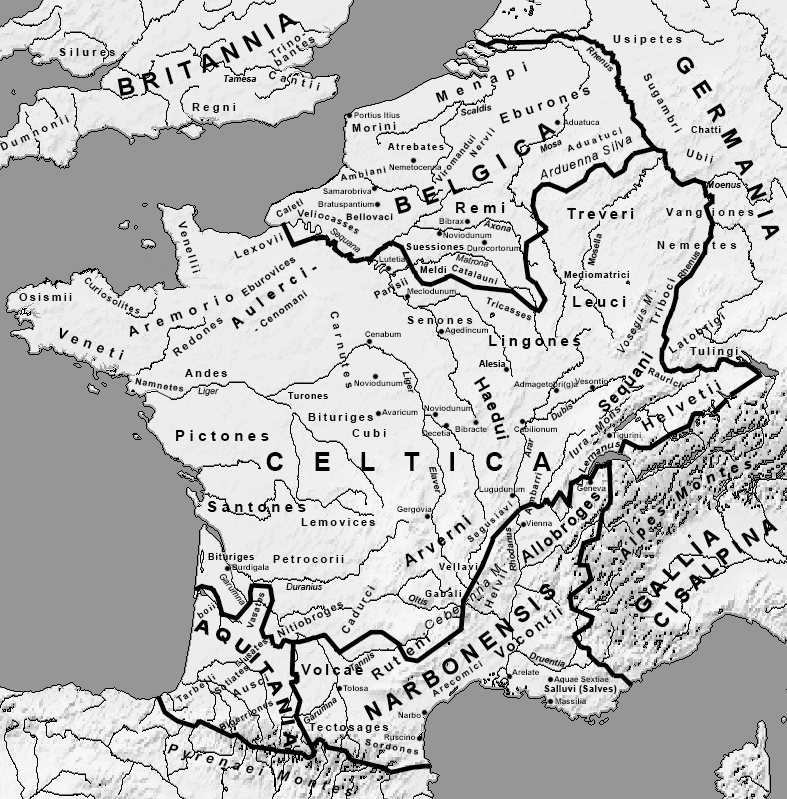
Kaart van Gallië met daarop onder andere het gebied van de Helvetii, gelegen in het oosten van Gallia Celtica

De Helvetii waren een Keltische stam, die woonde in het gebied van het huidige Zwitserland. Ze zijn vooral bekend dankzij de uitvoerige beschrijving door Caesar in zijn De Bello Gallico, vooral dankzij de veldslag die hij tegen hen uitvocht, met als sluitstuk de slag bij Bibracte.
De Helvetiërs zouden bestaan hebben uit vier kleinere stammen, waarvan Caesar enkel de Verbigeni en de Tigurini bij naam noemde. Er is ook een vermelding van Poseidonios, van de Toygenoi en de Toutonoi waarvan men vermoedt dat er mogelijk een verband is met de Teutonen, maar dit is nooit bewezen.

## Vroege geschiedenis
De naam Helvetii zou afkomstig van het Etruskische woord ‘eluveitie’, wat in het Keltisch ‘Helvetios’, of ‘de Helvetiërs’ betekent. Dit woord werd gevonden als inscriptie op een boot in Mantua, en deze zou het eigendom zijn van een Etruskische familie, die afstamde van de Helvetiërs.
De eerste historische vermelding van de stam is van de hand van Hecataeus van Milete, een Griekse geschiedschrijver die leefde rond 500 v.Chr. Hij maakte melding van een stam die leefde boven de Romeinse provincie Massilia, maar of dit wel degelijk de Helvetiërs waren valt niet te zeggen.
Poseidonios was de eerste antieke auteur die een duidelijke vermelding van de Helvetiërs maakte, en hoewel hij hun leefgebied niet vermeldde, meent men uit zijn beschrijving van de stam als ‘rijk aan goud, maar vreedzaam’, op te maken dat ze leefden in het gebied van het huidige Zwitserland, maar deze hypothese wordt tegenwoordig verworpen door andere aanwijzingen die eerder doen vermoeden dat ze afkomstig waren uit een gebied in Zuid-Duitsland. Deze aanwijzingen zijn afkomstig van Ptolemaios en Tacitus. Ze beschrijven de Helvetiërs als een stam die voor 100 v.Chr., nog in een gebied tussen de Rijn, de Main en de Donau zouden wonen.
Tegenwoordig denkt men dat de Helvetiërs rond het einde van de 2e eeuw v.Chr. hun gebied in Zuid-Duitsland verlaten hebben, onder druk van de rooftochten die de Cimbri en de Ambronen voerden, waaraan de Tigurini en Toygenoi zouden deelgenomen hebben. Ze zouden zich omstreeks die tijd dan ook in het gebied van het tegenwoordige Zwitserland gevestigd hebben.

## Intrede in de Romeinse geschiedenis

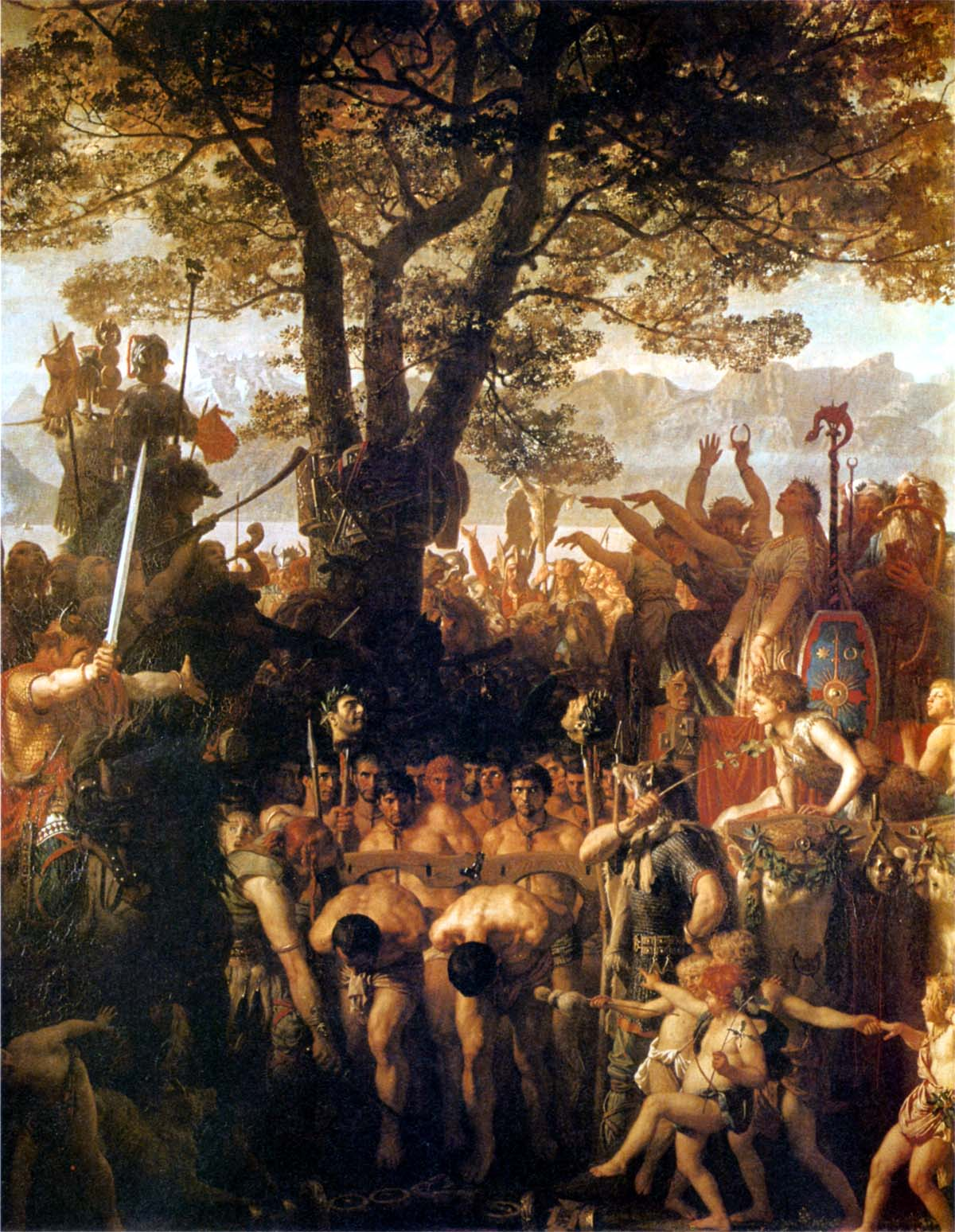
De Helvetii dwingen de Romeinen om onder het juk te passeren. 19e-eeuws schilderij van Charles Gleyre over de overwinning van de Tigurini onder leiding van Divico op de Romeinen bij Agen in 107 v.Chr.

Rond 111 v.Chr. bereikten de Cimbri en Ambrones tijdens hun strooptochten het huidige Zuid-Duitsland. Rond deze tijd sloten ook de Tigurini en de Tougenoi zich bij hen aan. Als gevolg hiervan worden de Tigurini en de Tougenoi vaak in een adem genoemd samen met de Cimbri.
Deze stammen vielen samen Gallië binnen en de Romeinse provincie Gallia Narbonensis. Onder leiding van Divico wonnen de Tigurini in 107 v.Chr. een veldslag bij Agendicum van de consul Gaius Cassius Longinus (consul in 124 v.Chr.). Volgens de overlevering van Caesar zouden de overwonnen soldaten door de Galliërs vernederd zijn, door ze te verplichten onder toezicht van de triomferende Galliërs onder een juk door te lopen.
In 105 v.Chr. versloegen de Kelten nog een Romeinse veldheer ter hoogte van het huidige Orange.
In 103 v.Chr. splitste de groep zich op. De Ambrones en Tougenoi gingen richting van de Provence, terwijl de Cimbri en de Tigurini naar Noord-Italië gingen.
Marius versloeg in 102 v.Chr. de Ambrones in de Slag bij Aquae Sextiae en versloeg het jaar daarna bij de slag van Vercellae de Cimbri, waarna de Tigurini zich bij de andere onderstammen van de Helvetiërs voegden.

## Caesars campagne tegen de Helvetiërs (58v.Chr.)
Veel is bekend over de campagne die Caesar voerde tegen de Helvetiërs, dankzij zijn eigen uitvoerige beschrijving ervan in De Bello Gallico.
Rond 58 v.Chr. hadden de Helvetiërs onder leiding van Orgetorix een migratie naar West-Gallië voorbereid met als doel zich in de kuststreek te vestigen en van daaruit hun macht en invloed uit te breiden. Orgetorix had als doel koning te worden van een rijk groter dan het huidige gebied van de stam. Daarvoor ging hij in 61 v.Chr. een verbond aan met Casticus van de Sequani en Dumnorix van de Aedui. Orgetorix stierf nog voor de eigenlijke migratie plaatsvond.
In 58 v.Chr. verlieten de Helvetiërs hun woongebieden en lieten niets heel achter, alles werd verbrand. Ze werden vergezeld van nog een aantal kleinere stammen: de Raucari, de Latobrigi, Tulingi en Boii. In totaal zouden volgens Caesar ongeveer 368.000 personen gemigreerd zijn. Latere bronnen vermoeden dat dit overdreven was, en schatten eerder 160.000 personen. Een zo groot aantal zou ook nooit zo snel hebben kunnen reizen als Caesar beschrijft.
Er waren twee mogelijke routes die ze konden nemen, de zuidelijke route ging via het gebied van de Allobroges, en van daaruit via de Provence richting West-Gallië. De andere route was veel moeilijker en ging door het gebied van de Sequani en de Aedui.
Caesar had al vlug berichten gekregen van de op handen zijnde migratie van de Helvetiërs, haastte zich noordwaarts, en slaagde erin om net op tijd de bruggen over de Rhône ter hoogte van Genève te vernietigen en zo de Helvetiërs de doorgang te belemmeren. De leiders van de Helvetiërs probeerden vervolgens te overleggen met Caesar. Ze beloofden een vredige en snelle doorgang door de provincie Gallia Narbonensis. Caesar die hier niet in geloofde, en zijn belofte indachtig de Allobroges te beschermen, vroeg enkele dagen tijd om tot een besluit te komen. Hij gebruikte deze tijd om in een snel tempo zijn troepen te versterken met nieuwe legioenen, zodat hij na afloop van de bedenktijd sterk genoeg was, om de Helvetiërs de doorgang te weigeren.
De Helvetiërs moesten toen de meer noordelijke en moeilijkere route door de territoria van de Sequani en de Aedui nemen, die juist buiten Gallia Narbonensis liggen. Vanwege de vernielzuchtige doortocht van de Helvetiërs door hun gebied riepen de Aedui de hulp van Caesar in. Hij kwam hen ook te hulp en slaagde erin om een deel van de troepen uit te schakelen bij de overtocht van de stam over de Saône. Dit zou ongeveer een vierde van hun troepen geweest zijn, waarvan het grootste deel Tigurini.
Caesar liet bruggen bouwen, stak zo snel mogelijk de Saône over en achtervolgde de Helvetiërs. Deze stuurden vervolgens enkele vertegenwoordigers, onder wie Divico, die hij noemt als de leider van de Helvetiërs in de oorlog tegen Marius.
De Helvetiërs stelden aan Caesar voor dat ze zich zouden vestigen op een plaats die hij goedkeurde en dreigden met een veldslag als hij zou weigeren. Caesar wilde daar wel mee instemmen, maar eiste krijgsgevangenen en herstelbetalingen voor de schade, en daar gingen de Helvetiërs niet mee akkoord.
Er volgde een slag, waarin de Helvetiërs de Aedui overwonnen, waarna ze weer voort trokken. Caesar kon ze niet onmiddellijk achtervolgen wegens problemen met de bevoorrading, en gewonde soldaten die verzorgd moesten worden.
Uiteindelijk slaagde hij er enkele dagen later in de Helvetiërs in te halen nabij Bibracte, waar hij de Helvetiërs versloeg. De Helvetiërs trokken zich terug, en verloren het grootste deel van hun bagage aan de Romeinen.
Ze trokken zich terug in het gebied van de Lingones. Caesar wachtte om hen te achtervolgen, en zond in de plaats daarvan berichtgevers naar de Lingones, om hen te waarschuwen geen hulp te geven aan de Helvetiërs. De Helvetiërs boden vervolgens hun totale overgave aan.
Caesar bood de verslagen stammen aan, om terug te keren naar hun oorspronkelijke gebieden en gebood hen hun huizen weer op te bouwen, en droeg de Allobroges op om hen steun te verlenen. Hij gaf hen eveneens de status van foederati, dit vooral met als doel de grenzen veilig te stellen tegen de Germanen.
Van de 360.000 mensen die aan de migratie begonnen volgens Caesar zouden er maar 110.000 de tocht overleefd hebben.

## Foederati
De Helvetii bleven maar korte tijd foederati, aangezien ze in 52 v.Chr. deelnamen aan een opstand onder leiding van Vercingetorix van de Arverni, waardoor de Romeinen besloten om van het Helvetische gebied een kolonie te maken, genaamd de ‘Colonia Iulia Equestris’. Deze kolonie diende als versterking tegen de Germanen.
Onder de regering van Augustus werd de Romeinse invloed in het Helvetisch gebied nog groter, en tegen deze tijd was het grootste deel al geromaniseerd, hoewel de stammen nog steeds een vrij grote graad van culturele eigenheid hadden en niet volledig geromaniseerd waren.

## Einde van de Helvetiërs
De Helvetiërs geraakten in 68/69 n.Chr. betrokken bij de burgeroorlog die ontstond na de dood van keizer Nero. De Helvetiërs steunden Galba die de keizerstroon had bestegen. Ze kwamen in conflict met zijn tegenstander Vitellius die vanuit Zuid-Duitsland en hun gebieden een aanval op Rome voorbereidde. Dit conflict leidde tot plundering en vernieling van de grootste Helvetische oppida, en duizenden werden vermoord of als slaaf weggevoerd. Ook de hoofdplaats Aventicum werd ingenomen en vernield, en hun leider werd vermoord.
Na 68/69 wordt er nog heel weinig vermelding gemaakt van de Helvetiërs. Men weet wel dat ze uiteindelijk weer eigen autonomie verkregen. Als gevolg van de Germaanse invallen zijn de geromaniseerde Helvetiërs samengesmolten met de invallende volkeren, hoewel er tot op heden nog een duidelijke aanwezigheid is van overblijfselen uit de Helvetische cultuur.

## Primaire bronnen
- Caesar: Commentarii de Bello Gallico: Boek I 1-29.
- Strabo: 4.1.8 en 7.2.2
- Plutarchus: Caesare 17-18
- Appianus: 1,3-15
- Tacitus: Historia 1, 67-69
- Cicero: Ad Aticcum I, 19 §2-4
- Cicero: pro Balbo 32.
- Tacitus: Germania 28.6
- Orosius: Historia VI, 7, §3-5
- Florus: I, 45 §2-3
- Titus-Livius: Periochae 98.

### Boeken
- DRACK (W.) en FELLMAN (R.). Die Römer in der Schweiz. Stuttgart, K. Theiss, 1988, 646p.
- STAEHELIN (F.). Die Schweiz in römischer Zeit. Basel, B. Schwabe, 1948, 659 p.
- WALSER (G.). Römische Inschriften in der Schweiz: für den Schulunterricht ausgewählt, photographiert und erklärt. Bern, Paul Haupt, 1979-1980.
- SZIDAT (J.). Caesars Diplomatische Tatigkeit im Gallischen Krieg. Wiesbaden, F. Steiner, 1970, 162 p.
- WALSER (G.). Caesar und die Germanen, Studien zur politischen Tendenz römischer Feldzugsberichte. Wiesbaden, F. Steiner, 1956, 104 p.
- HEITLAND (W.E.). The Roman Republic, vol III. Cambridge, University Press, 1909,pp. 121–123;156-157;161-164.
- WALSER (G.). Bellum helveticum: Studien zum Beginn der caesarischen Eroberung von Gallien. Stuttgart, Franz Steiner Verlag, 1998, 192 p.
- PIGANIOL (A.). Histoire de Rome, 5e editie. Paris, Presses Universitaires de France, 1962, 692 p., pp. 150;159;175.
- WALTER (G.). César. Paris, Albin Michel, 1947, 745p.
- GOLDSWORTHY (A.). Caesar. Amsterdam, Ambo|Anthos, 2007,pp. 237; 239-264; 276; 279; 306; 315; 368.
- DELBRÜCK (H.). Geschichte der Kriegkunst im Rahmen der politischen Geschichte, Vol. 1. Berlijn, de Gruyter, 1900, 458p., pp. 423–442.
- HORST (D.) en RIGOBERT (G.). Romische Geschichte bis 476. Berlin, VEB, Deutscher Verlag der Wissenschaften, 1979, 424 p.
- MULLER (F.) en LÜSCHER (G.). Die Kelten in der Schweiz. Stuttgart, Theiss, 2004, 200 p.
- JAGGI (A.). en ADRIAN (M.). Helvetier, Römer, Alamannen und der Sieg des Christentums in unserem Land: Schweizergeschichte der Jugend erzählt. Bern, Haupt, 1981, 239 p.
- QUINCHE (E.). Les Helvètes. Divico contre César (109 à 52 av. J.C.). Paris, Payot, 1948, 194 p.

### Artikels
(Alle afkortingen van de artikels zijn te vinden in L'année philologique.)
- FREI-STOLBA (R.). “Die Römische Schweiz” In: ANRW II. 5.1 (1976), pp. 288–403.
- MEYER (E.). “Römische Zeit.” In: Handdbuch Der Schweizer Geschichte I (1980), pp. 55–92.
- ŠAŠEL (J.). “Huldiging Nörischer Stämme am Magdalensberg im Kärnten.” In: Historia,16 (1967), pp. 70–74.
- FURGER-GUNTI (A.). “Die Helvetier: Kulturgeschichte eines Keltenvolkes” In: Verlag Neue Zürcher Zeitung (1984), Zürich, 180p.
- HELD (A.). “Die Helvetier” In: Verlag Neue Zürcher Zeitung (1984), Zürich.
- WIMMEL (W.). “Caesar und die Helvetier.” In: RhM, 123 (1980), pp. 126–137; RhM, 125 (1982), pp. 59–66.
- MENSCHING (E.). “Die erste Begegnung Caesars und der Treverer. ” In: Hémecht Zeitschrift für Luxemburgische Geschichte, XXXII (1980), pp. 51–74.
- MEYER (E.). “Die Zahl der Helvetier bei Caesar.” In: Zeitschrift für Schweizerische Geschichte, XXIX (1949),pp. 65–70.
- WALSER (G.) “Das Strafgericht über die Helvetier im Jahre 69 n. Chr.” In: Schweizerische Zeitschrift für Geschichte, IV (1954), pp. 260–270.
- KELLNER (H. J.). “ Zur Goldprägung der Helvetier. Die Viertelstatere vom Typ Unterentfelden.” In: Provincialia. Festschrift für R. Laur-Belart (1968), pp. 588–602;
- CASTELIN (K.). “Die Süddeutschen Kreuzmünzen und die Helvetier.” In: Schweizerische Numismatische Rundschau, LIV (1975), pp. 79–96.
- FISCHER (F.). “Caesar und die Helvetier. Neue Überlegungen zu einem alten Thema.” In: BJ., CLXXXV (1985), pp. 1–26.
- SPEIDEL (M. P.). “Die Helvetier als Reiterkrieger.” In: Museum Helveticum, XLIII (1986), pp. 127–130.
- RIECKHOFF (S.). “Überlegungen zur Chronologie der Spätlatènezeit.” In: BVbl., LVII (1992), pp. 101–121.
- FELLMAN (R.). “Die Helvetier entlang des Rhein-Stromes, deren Städte Ganodurum und Forum Tiberii: neue Bemerkungen zu einer alten Streifrage.”In: Festschrift Hans Lieb (1995), pp. 205-216.
- FREI-STOLBA (R.). “Die Helvetier im römischen Reich: Überlegungen zu ihrer Integration und Gesellschaftsstruktur.” In: La politique édilitaire dans les provinces de l'Empire romain (1993), pp. 165–186.
- FREI-STOLBA (R.).“Die Patroni von Aventicum.”In: Arculiana (Avenches 1995), pp. 33-45.
- STOESSL (F.). “ Caesars Politik und Diplomatie im Helvetierkrieg.” In: ESHG., VIII (1950), pp. 5-36.
- BLONDEL (L.). “ Retranchement de César près de Genève.” In: SP., VIII (1944), pp. 32-33.
- WYSS (R.). “Das Schwert des Korisios. Zur Entdeckung einer griechischen Inschrift / mit einem namengeschichtlichen Beitrag von Lieb H.” In: JBM., XXXIV (1954), pp. 201–222
- KRAFT (K.). “Tougener und Teutonen.” In: Hermes, LXXXV (1957), pp. 367–378.
- AEBISCHER (P.). “Nyon, Noviodunum.” In: RHV., LXVI (1958), pp. 61–66.
- PELICHET (E.). “Autour de la fondation de la Colonie équestre de Nyon.” In: RHV., LXVI (1958), pp. 49–60.
- HENNICKE (M.). “Griechische nomina auf dem Gebiete der Schweiz.” In: Platon, XI (1959) pp. 202–206.
- THÉVENOT (E.). “Explorations archéologiques au pays des Séquanes; III: L'Epona méconnue de Vieu-en-Valromey découverte par Brillat-Savarin.” In: RAE., XI (1960) pp. 288–297.

Gallia Cisalpina:
Anares · Beluni · Boii · Carni · Caturiges · Cenomani · Ceutrones · Insubres · Lepontii · Libici · Lingones · Nerusi · Salassi · Segusani · Suetri · Taurini · Vedianti

Gallia Transalpina:
Aedui · Albici · Allobroges · Ambarri · Ambiani · Andecavi · Arecomici · Atrebati · Aulerci Cenomani · Aulerci Diablintes · Aulerci Eburovices · Arverni · Baiocasses · Bellovaci · Bituriges Cubi · Bituriges Vivisci · Cadurci · Caleti · Carnutes · Catalauni · Caturiges · Cavares · Cenomani · Centrones · Cetrones · Commoni · Condrusi · Coriosolitae · Durocasses · Eciates · Eleuteti · Gabali · Garocelli · Geidumni · Grudii · Helvetii · Helvii · Lemovices · Leuci · Levaci · Lexovii · Lingones · Mandubii · Mediomatrici · Medulli · Menapii · Morini · Namnetes · Nantuates · Nerviërs · Nitiobriges · Osismii · Parisii · Petrocorii · Pictones · Pleumoxii · Redones · Remi · Ruteni · Salluviërs · Santones · Segni · Segovellauni · Segusiavi · Senones · Sequani · Silvanectes · Sordones · Suessiones · Tectosages · Tigurini ·  Tougener · Treveri · Tricasses · Tricastini · Turones ·  Veliocasses · Vellavi · Venelli · Veneti · Viducasses · Viromandui · Vocontii · Volcae Arecomici · Volcae Tectosages · Vivisci